# Birger Myllenberg
Birger William Myllenberg, född 1883 i Södra Vram, död 1974 i Malmö, var en svensk trädgårdsmästare.
Myllenberg, var efter trädgårdspraktik på Vrams Gunnarstorps slott och studier i Tyskland och Danmark, lärare vid Alnarps trädgårdsanläggningar och plantskola samt blev stadsträdgårdsmästare i Lunds stad 1921. Han blev kyrkogårdsträdgårdsmästare i Malmö 1922 och var stadsträdgårdsmästare där 1924–1948. Hans tid som stadsträdgårdsmästare i Malmö karakteriserades av en kraftig expansion inte minst av stadens planteringar. Efter pensioneringen var han under 20 år verksam som konsulterande trädgårdsarkitekt. Birger Myllenberg är begravd på Östra kyrkogården i Malmö.